# Xixona
Xixona, en valencien, ou Jijona, en castillan (dénomination officielle bilingue depuis le 20 novembre 1990,) est une commune de la province d'Alicante, dans la Communauté valencienne, en Espagne. Elle est située à 25 km au nord de la ville d'Alicante, dans l'intérieur du pays, dans la comarque de l'Alacantí. Elle appartient à la zone à prédominance linguistique valencienne.
Xixona est très connue en Espagne et une grande partie de l'Amérique latine pour être le lieu de production du touron, confiserie traditionnelle de Noël.

## Géographie

Localisation de Xixona
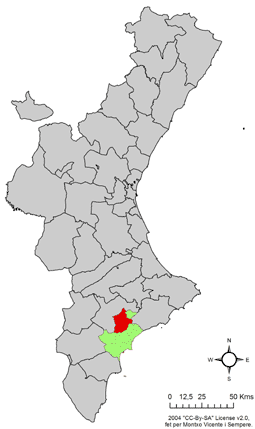
dans la Communauté valencienne.
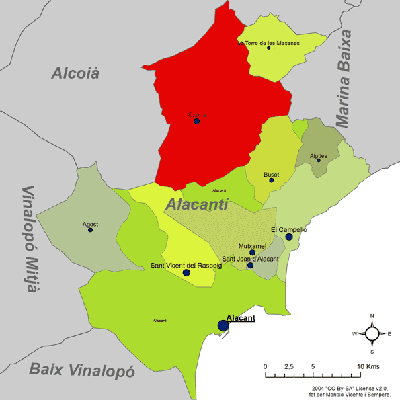
dans la comarque de l'Alacantí.

## Économie
L'économie de la commune s'est traditionnellement versée sur une dualité entre la production de touron pour Noël et la production de crèmes glacées pour l'été, avec des cultures complémentaires d'amandiers, dont le fruit est nécessaire pour la fabrication du túrron.

## Fêtes et patrimoine
On y fête les Moros y Cristianos en février et on y trouve le Museo del Turrón.